# Nourard-le-Franc
Nourard-le-Franc is een gemeente in het Franse departement Oise (regio Hauts-de-France) en telt 358 inwoners (2004). De plaats maakt deel uit van het arrondissement Clermont.

## Geografie
De oppervlakte van Nourard-le-Franc bedraagt 11,7 km², de bevolkingsdichtheid is 30,6 inwoners per km².
De onderstaande kaart toont de ligging van Nourard-le-Franc met de belangrijkste infrastructuur en aangrenzende gemeenten.

## Demografie
Onderstaande figuur toont het verloop van het inwonertal (bron: INSEE-tellingen).